# A három királyság regényes története
A három királyság regényes története a legelsőnek tartott, 120 fejezetes kínai nagyregény, amelynek szerzője a Ming-korban élt Lo Kuan-csung (Luo Guanzhong). A mintegy 200 szereplőt felvonultató mű a három királyság korának nevezett időszak (220–280) politikai és katonai küzdelmeit, valamint az akkori társadalmi ellentéteteket és változásokat mutatja be.

## Leírás
Az anekdotaszerű történetekből összeállított regény a Cao Cao vezette Vej (Wei) (魏) fejedelemség, a Liu Pej (Liu Bei) vezette Su (Shu) (蜀) fejedelemség és a Szun Csüan (Sun Quan) vezette Vu (Wu) (吳) fejedelemség közötti politikai és katonai ellentéteket és harcokat ábrázolja. A monumentális regény hatalmas, összetett társadalmi és történelmi hátteret felidézve mutatja be az egykori éles, bonyolult és különleges politikai és katonai konfliktusokat – jelentős hatást gyakorolva a következő nemzedékek politikai, hadászati stratégiai és taktikai vonatkozásban egyaránt.
A regény alapja a 3. században összeállított Három királyság története (Szan kuo cse (San guo zhi) 三國志) című történelmi krónika, amelyet Lo Kuan-csung (Luo Guanzhong) eleven kifejezési eszközökkel és hadtörténeti hűséggel dolgozott fel. A regény szerzője stratégiai szempontból jelenítette meg a háborúkat (több mint 40 csatát feldolgozva), bemutatva a háttérben rejlő összetett politikai játszmákat, feltárva a győzelem és a vereség okait.
A három királyság regényes történetében a szerző közel 200 hőst szerepeltet, köztük Csu Ko-liang (Zhu Geliang)ot, Cao Caot, Kuan Jü (Guan Yu)t, Liu Pej (Liu Bei)t és másokat. A kínai hagyományban Csu Ko-liang (Zhu Geliang) a szent főminiszter figurájának megtestesítője. Az emelkedett, magasztos szellemtől átitatott Csu Ko-liang (Zhu Geliang) Su (Shu) fejedelemség főminisztereként esküt tett, hogy haláláig küzd az ország ügyeiért. Nagy politikai célja az volt, hogy ismét elhozza a nyugalmat és békét, újra felvirágoztassa az országot. A szerző olyan tehetséges emberként ábrázolta Csu Ko-liang (Zhu Geliang)ot, aki mindenre képes, még a szél feltámasztására és esőfakasztásra is. A regény egy másik főhőse, Cao Cao szintén rendkívül tehetséges és leleményes, ám ugyanakkor kegyetlen politikai karrierista és összeesküvő. Kuan Jü (Guan Yu) bátor vitéz, az igazság és méltányosság legfőbb elve. A népét szerető Liu Pej (Liu Bei) barátságosan bánik alattvalóival és kiválóan ért ahhoz, hogy mindenkiből kihozza tehetségének és tudásának legjavát.
A három királyság regényes történetét Kína legrégibb regényének tartják, amely a kínai klasszikus regényirodalom első csúcsa. Máig az egyik legnagyobb hatású, legjelentősebb és legtöbbet idézett alkotás.

## A regény magyarul
A három királyság regényes történetének sokáig csupán az első hat fejezete volt olvasható magyarul, ami a teljes regénynek pontosan egyhuszad része. Ezt Ecsedy Ildikó ültette át magyarra még a hatvanas években az Európa Könyvkiadó számára, a kiadást elősegítendő mutatványként. A Kiadó azonban végül a fordítására nem adott megrendelést, és azóta sem készült el a teljes mű. Az első hat fejezet Ecsedy-féle fordítása először 1987-ben jelent meg a nagyközönség számára is elérhető formában.
A teljes magyar fordítás tervezett három kötetéből az első 2019-ben, a második 2020-ban, a harmadik 2021-ben jelent meg Három királyság címen (Budapest, Caeta Kiadó, ISBN 978-615-00-7189-3, ISBN 978-615-01-0303-7 és ISBN 978-615-6417-00-8). Ennek fordítója Horváth Olivér Péter és Németh Bálint, az előszót Dr. Salát Gergely írta, a szaklektor  Bárdi László volt. 
Újabb kiadására 2020-tól az Édesvíz kiadó vállalkozott. 
- A három királyság története, 1.; ford. Hegedűs Péter, jegyz. Antóni Csaba; Édesvíz, Budapest, 2020
  - 2. ford. Antóni Csaba; 2021